# غلوبيولين مناعي أ

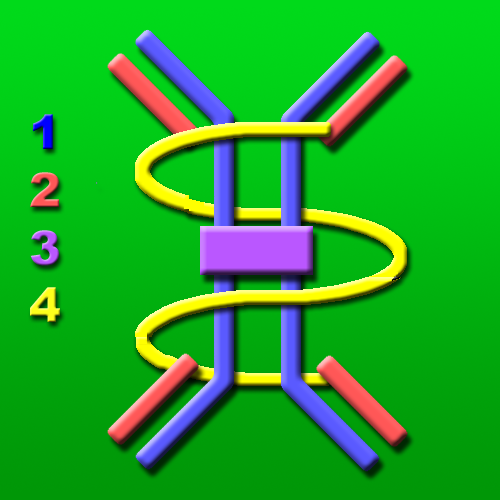
جزيء IgA الديمري
1 السلسلة-H
2 السلسلة الخفيفة
3 السلسلة-J
4 مكونات إفرازية

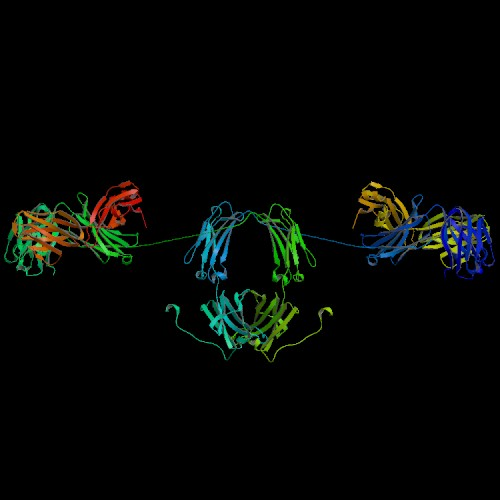
IgA

الكريين المناعي أ أو الغلوبيولين المناعي A ‏(IgA) اكتشف عام 1953 وتتراوح نسبته ما بين 5-10% من مجمع الكريينات. تبلغ نسبته في الدّم 2غ/ل. يتجدّد الكريين المناعي أ كلّ 6 أيّام ولا يستطيع المرور عبر الحبل السّرّي. يتم إفراز الكريين في المخاطيّات وله القدرة على الدّفاع ضدّ النّتانة إلا أنه لا يظهر مبكّرا لدى الجنين.
يفرز منه جسم الإنسان ما بين 5 إلى 10 غ يوميا.